# Sirhan Sirhan
Sirhan Bishara Sirhan (født 19. marts 1944 i Jerusalem, Britisk Palæstina) er en palæstineser, der den 5. juni 1968 skød og myrdede den amerikanske senator og præsidentkanditat Robert F. Kennedy i Los Angeles, Californien.

## Tidlige liv
Sirhan blev født i 1944 i Jerusalem ind i en kristen palæstinensisk familie, men emigrerede som 12-årig med familien til USA. Efter et kort ophold i New York slog familien sig ned i Los Angeles i Californien hvor Sirhan gik i både grundskole og high school.

## Mordet på Robert F. Kennedy
Den 5. juni 1968 skød og dræbte Sirhan den demokratiske senator og præsidentkanditat Robert F. Kennedy, lillebror til den ligeledes myrdede præsident John F. Kennedy. Drabet fandt sted i på et hotel i Los Angeles, hvor Kennedy netop havde holdt en tale til sine tilhængere i forbindelse med det californiske primærvalg.
Sirhan affyrede fra nært hold fire skud med en revolver mod Kennedy, der døde af sine kvæstelser 26 timer senere. Yderligere fem personer blev såret under skyderiet, der endte med at Sirhan blev overmandet af en række tilstedeværende mænd. Kennedy var det eneste dødsoffer.

## Motiv
Ifølge Sirhans mor, Mary Sirhan, var sønnens motiv for drabet arabisk nationalisme. Sirhan havde som palæstinenser følt sig forrådt af Kennedy på grund af hans støtte til Israel under Seksdageskrigen i 1967, hvor de israelske styrker havde vundet en massiv sejr over sine arabiske naboer.

## Retssag
Efter at have tilstået at have skudt Kennedy blev Sirhan den 23. april 1969 dømt til døden ved en retssag i byen Fresno i Californien. Dommen blev dog i 1972 omstødt til livsvarig fængsel. Pr. maj 2023 sidder Sirhan stadig fængslet i R.J. Donovan Correctional Facility i San Diego. Han har 16 gange anmodet om prøveløsladelse, senest i 2021 hvor løsladelsesudvalget sagde god for anmodningen, hvilket afventer guvernørens mulige godkendelse.